# NSB Type 4
Als norwegische Dampflokomotive Type 4 wurde eine 1867 als Einzelstück von Beyer-Peacock in Manchester, England, mit der Fabriknummer 812 für die Bahnstrecke Oslo–Kongsvinger–Furumoen (Kongsvingerbanen – KB) gebaute Lok bezeichnet.

## NSB Type 4a
1885 erhielt die Lokomotive eine vordere Laufachse und damit die Achsfolge 1’C-3. Damit war die Einordnung als Baureihe 4a verbunden.
Lok 4a 20 wurde um 1918/19 außer Dienst gestellt und verschrottet.